# 見て
『見て』（みて）は、1988年11月17日に森高千里が発表した通算3枚目のアルバム。

## 解説
- 前作『ミーハー』から間を置かずにリリースされたアルバム、夏にリリースされたミニアルバム『ロマンティック』を含め森高はこの年3枚のアルバムをリリースしている。シングルよりも一足先にオリコン週間アルバムチャートで最高5位にランクインした。アナログ盤は本作品で最後の発売となっていて、稀少盤でもありオークションサイト、フリマアプリ、中古アナログレコード市場などでは高額で取引されている。
- シングル「ALONE」を収録、特に表記は無いがシングルとは別音源となっている。また「ストレス」は「ザ・ストレス」として翌年シングルカットされた。
- 今作から森高自身の作詞が増え、次作『非実力派宣言』からはカバー曲を除き全曲作詞を担当するようになる。
- 「ALONE」「LET ME GO」はベストアルバム『森高ランド』にて斉藤英夫編曲による音源が収録されている。

## 収録曲
- 全作詞：森高千里（特記以外）

1. おもしろい（森高コネクション）
  - 作曲・編曲：斉藤英夫
  - サブタイトルに「森高コネクション」と題し数分程度の短い曲を組曲にした楽曲。
2. 別れた女
  - 作曲・編曲：斉藤英夫
3. 私が変?
  - 作詞：鈴木エキス、作曲・編曲：山本拓巳
4. ALONE
  - 作曲・編曲：安田信二
  - ジャケットに表示は無いが、シングル盤よりアウトロが長い。
5. ストレス
  - 作曲・編曲：斉藤英夫
6. 出たがり
  - 作曲・編曲：斉藤英夫
7. 戻れない夏
  - 作詞：久和カノン、作曲・編曲：島健
8. 見て
  - 作曲・編曲：斉藤英夫
9. LET ME GO
  - 作詞：伊秩弘将・森高千里、作曲：安田信二、編曲：山本拓巳